# 孫禮棠
孫禮棠，本籍江南滁州，吏員出身，是中國清朝官員，於1693年上任新港巡檢，隸屬於台灣道台灣府，為台灣清治時期的地方官員，該官職主要從事新港之管理事務。
| 前任： 常文謨 | 台灣府新港巡檢 1693年上任 | 繼任： 馮志超 |